# Mont Saint-Hilaire
Mont Saint-Hilaire (Vestlig Abnaki: Wigwômadenek, Wigwômadensizek  Wigwômaden;  er et 414 meter højt bjerg, i Montérégie-regionen i det sydlige Quebec. Det ligger omkring tredive kilometer øst for Montreal og umiddelbart øst for Richelieu-floden . Det er en af Monteregian Hills . Omkring bjergene ligger byerne Mont-Saint-Hilaire og Saint-Jean-Baptiste . Andre nærliggende byer omfatter Otterburn Park, Beloeil og McMasterville.
Området omkring bjerget er et biosfærereservat, som er en af de sidste rester af urskovene i Saint-Lawrence-dalen. Det meste af bjerget er i øjeblikket ejet af McGill University, som Gault Nature Reserve, og betragtes som det tredje McGill-campus. Universitetet har åbnet den vestlige halvdel af bjerget for besøgende (mod betaling) til vandreture og langrend, som Milieu Naturel (naturområde). Den østlige halvdel, eller Milieu de Conservation (fredningsområdet) er ikke tilgængelig for offentligheden.
Mont Saint-Hilaire er hjemsted for en bred vifte af fauna og flora samt en række sjældne mineraler, herunder nogle der blev opdaget på bjerget og nogle som er unikke for regionen. Disse mineraler udnyttes af et stenbrud på den nordøstlige side af bjerget. Derudover er jorden ideel til dyrkning af æbletræer, og bjergets æbleplantager tiltrækker titusindvis af besøgende hvert år.

## Geografi
Bjerget er 414 over havets overflade,  eller 400 meter over de omkringliggende sletter. Det har flere toppe, der omgiver en central sø, Lac Hertel (Hertel-søen).

### Klipper
Det mest kendte træk ved bjerget er klipperne. Samlet kendt som "falaise dieppe",  eller "falaise de Dieppe"  (Dieppe klipperne) og er en del af Dieppe-toppen og næsten 175 meter høj. Nogle af de bedst kendte træk ved klipperne inkluderer den 60 meter høje Tour rouge (røde tårn) samt to plader, Dalle noire (sort plade) og Dalle Verte (grøn plade), som hæver sig i 75 grader vinkel. 
Klintens unikke økosystem er hjemsted for laver såvel som cedertræer, hvoraf nogle kan være så meget som fem hundrede år gamle. Det er også vært for bjergets bestand af vandrefalke. Klippeklatreres handling har dog vist sig ødelæggende for økosystemet, ud over at være farlig for klatrerne selv.  Et hvidt kors på klippen markerer en spejders død i 1941.

## Økologi
Som den sidste rest i Quebec af de gamle lavlandsskove i St. Lawrence-bugten har området været et provinsielt biosfærereservat siden 1978 og et føderalt trækfuglereservat siden 1960.
 Området er hjemsted for 21 sårbare og to truede plantearter i henhold til IUCN's rødliste.